# Dioclea edulis
Dioclea edulis là một loài thực vật có hoa trong họ Đậu. Loài này được Kuhlm. miêu tả khoa học đầu tiên.

## Hình ảnh

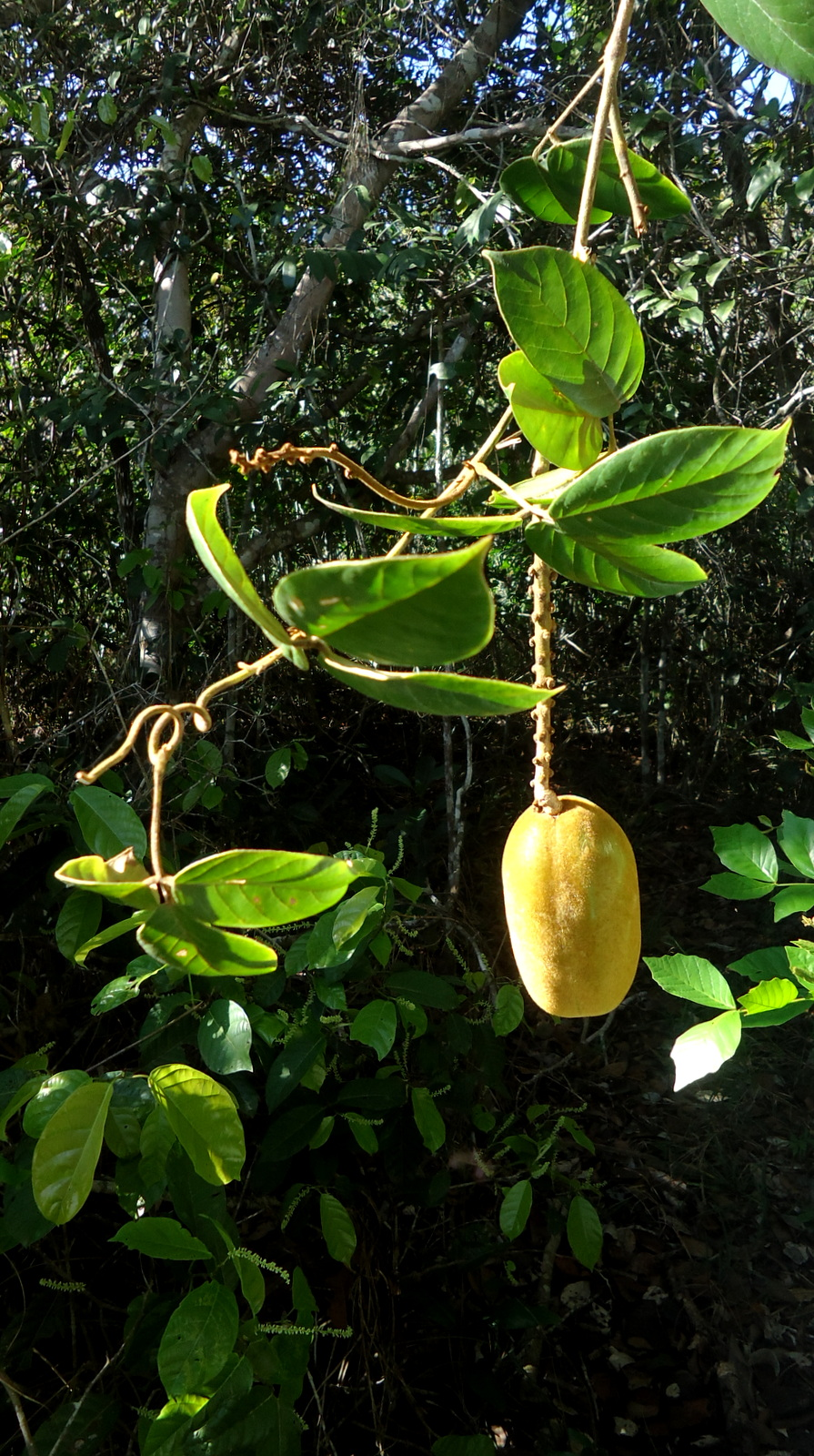